# 多格爾沙洲海戰 (1915年)
多格爾沙洲海戰（英語：Battle of Dogger Bank）是第一次世界大戰的一場海戰，發生於1915年1月24日北海的多格爾沙洲附近，交戰雙分別為英國的大艦隊及德國的公海艦隊。
由於英軍戰前截獲並破譯了德軍的無線通訊內容，從而得知德軍的突襲支隊正前往多格爾沙洲，因此他們派出大艦隊的戰艦前去截擊。英軍的行動讓既小又慢的德軍支隊吃了一驚，並逃回本土。經過數小時激烈的追逐後，英軍追上了弗朗茲·希佩爾指揮的德軍艦隊並向後者遠程開火。英軍重創了德軍裝甲巡洋艦「布呂歇爾號」，而德軍則打退英軍艦隊指揮官戴維·貝蒂所在的旗艦「獅號」。此時貝蒂發出的信號不夠明確，導致剩餘英軍戰艦停止追擊其他德軍船艦，改成全力砲轟並擊沉「布呂歇爾號」。而當「布呂歇爾號」最終被擊沉時，希佩爾已帶著剩餘艦隊逃走。德軍艦隊隨後回到了自家港口，有些船艦則需要大修。
「獅號」成功回港，但在接下來數月無法出港作戰。英軍只有數艘船艦受損，而德軍折損了「布呂歇爾號」及其多數船員，因此本場海戰被視為英軍的勝利。英德雙方的海軍都撤換了他們認為判斷力很差的軍官，並對裝備和程序進行了變更，以矯正在戰鬥中所發現的失誤。

## 註腳
1. 1 2  Campbell 1998，第6頁.
2. 1 2  Campbell 1998，第8頁.

## 延伸閱讀
- Bennett, Geoffrey. . London: Batsford. 1968. OCLC 464091851.
- Gordon, Andrew. . London: John Murray. 2000. ISBN 978-0-7195-5542-8.
- Groos, O.; Lorey, H.; Mantey, E. von.  [The War in the North Sea]. Der Krieg zur See, 1914–1918, herausgegeben vom Marine-Archiv [The War at Sea, Published by the Marine Archive] III. Berlin: Mittler & Sohn. 1920. OCLC 715186632 （德语）.

## 外部連結
- World War I Naval Combat – Despatches （页面存档备份，存于）
- Der Krieg in der Nordsee I (English trans.)